# Juan Rulfo
Juan Nepomuceno Carlos Pérez Rulfo Vizcaíno(Apulco, Jalisco, 16 de mayo de 1917-Ciudad de México, 7 de enero de 1986) fue un escritor, guionista y fotógrafo mexicano, perteneciente a la Generación del 52. Es considerado uno de los escritores hispanoamericanos más importantes del siglo XX. Su reputación se asienta en dos de sus tres obras narrativas: el libro de cuentos El Llano en llamas, publicado en 1953, y su novela Pedro Páramo, publicada en 1955.
En sus obras se presenta una combinación de realidad y fantasía, cuya acción se desarrolla en escenarios rurales y posteriores a la Revolución Mexicana y a la Guerra cristera. Caracterizado como una leyenda de México, Rulfo se reconocía como un individuo introvertido, tímido y enigmático. Era silencioso, realista, celoso de su intimidad, crítico y creativo.
Sus historias evidencian los aportes a la literatura hispanoamericana y mundial, en ellas muestra tradiciones cristianas e indígenas presentando diversas situaciones socioeconómicas de pueblos con carencias, falta de oportunidades, soledad, guerra, relación entre la naturaleza y el hombre, formas de composición humana, ejemplos de relaciones entre el hombre y el mundo, realidades concretas y medioambientales. Sus personajes representan y reflejan la tipicidad del lugar con sus grandes problemas socioculturales, enhebrados con un mundo quimérico. La obra de Rulfo, y sobre todo Pedro Páramo, es el parteaguas de la literatura mexicana que marca el fin de la novela revolucionaria, lo que permitió las experimentaciones narrativas, como es el caso de la generación de mediados del siglo XX en México o los escritores posteriores pertenecientes al boom latinoamericano. Es ampliamente considerado como padre del realismo mágico en la literatura.

## Biografía

### Primeros años y formación
Juan Nepomuceno Carlos Pérez Rulfo Vizcaíno nació el 16 de mayo de 1917 en Apulco, estado de Jalisco, México. Fue hijo de Juan Nepomuceno Pérez Rulfo y de María Vizcaíno Arias de Pérez Rulfo. Rulfo contaba con seis años cuando, debido a la Guerra Cristera que sufrió México en la época, su padre fue asesinado por Guadalupe Nava Palacios en junio de 1923. Cuatro años más tarde, en noviembre de 1927, su madre falleció.Su abuela lo crio en Guadalajara, Jalisco.
Su familia extensa estaba formada por terratenientes cuyas fortunas fueron arruinadas por la Revolución Mexicana y la Guerra Cristera de 1926-1928, una revuelta católica romana contra las persecuciones de los cristianos por parte del gobierno mexicano, después de la Revolución Mexicana.  
En 1922 Rulfo inició sus estudios de primaria en el Colegio de las Josefinas. Sin embargo, en 1926 la Guerra Cristera causó el cese del colegio y que Rulfo fuese en 1927 al Colegio Luis Silva, en Guadalajara, por decisión de su tío, quien era su tutor por aquel entonces. En 1929 se trasladó a San Gabriel, donde vivió con su abuela. No obstante, posteriormente acabó en el orfanato Luis Silva (actualmente Instituto Luis Silva) en Guadalajara, del que no obtuvo muy buenos recuerdos y él mismo calificó como «correccional» en una entrevista de 1977. En 1930 participó en la revista México y en 1933 intentó ingresar a la Universidad de Guadalajara pero, al estar esta en huelga, optó por trasladarse a la Ciudad de México, donde asistió de oyente en el Colegio de San Ildefonso. En 1934 comenzó a escribir sus primeros trabajos literarios y a colaborar en la revista América. Asimismo, entre 1934 y 1938 Rulfo asistió a conferencias en la Facultad de Filosofía y Letras de México en donde escuchó conferencias de, entre otros, los filósofos Antonio Caso y Eduardo García Máynez, el antropólogo y arqueólogo Alfonso Caso, el político Vicente Lombardo Toledano y del historiador del arte Justino Fernández.
En 1937 Rulfo comenzó a trabajar en del Archivo para la Secretaría de Gobernación, y a su vez, forjó ese año una amistad con el poeta Efrén Hernández. A partir de 1938 viajó por algunas regiones de México en comisiones de servicio de la Secretaría de Gobernación, a la par que comenzó a publicar sus cuentos más relevantes en diversas revistas literarias. Desde 1941 Rulfo trabajó como agente de migración en Guadalajara; lugar en el que conoció y forjó amistad con el escritor Juan José Arreola. A partir de 1946 se dedicó, también, a la labor fotográfica, en la que realizó notables composiciones. Además, trabajó para la compañía Goodrich-Euzkadi de 1947 a 1952 como capataz, ahí al morir Don Ángel Urraza, Don Martin Oyamburu socio de la Euzkadi, al ver su capacidad escritora le encarga la revista mapa. En 1947 se casó con Clara Angelina Aparicio Reyes, a quien había conocido en 1944, y con quien tuvo cuatro hijos (Claudia Berenice, Juan Francisco, Juan Pablo y Juan Carlos). De 1954 a 1957 fue colaborador de la Comisión del Papaloapan y editor en el Instituto Nacional Indigenista en la Ciudad de México.

### Trayectoria literaria.

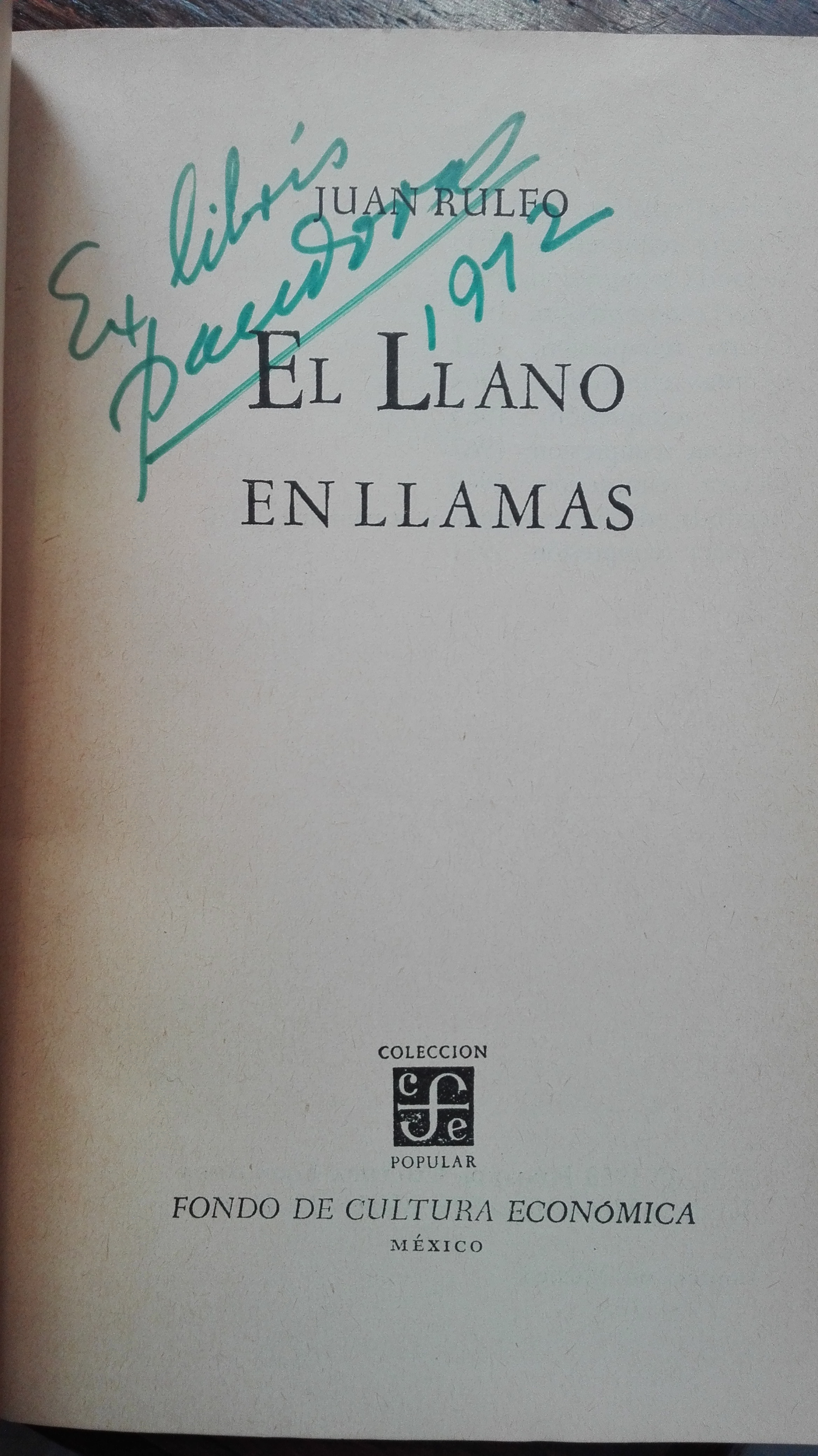
El Llano en llamas.

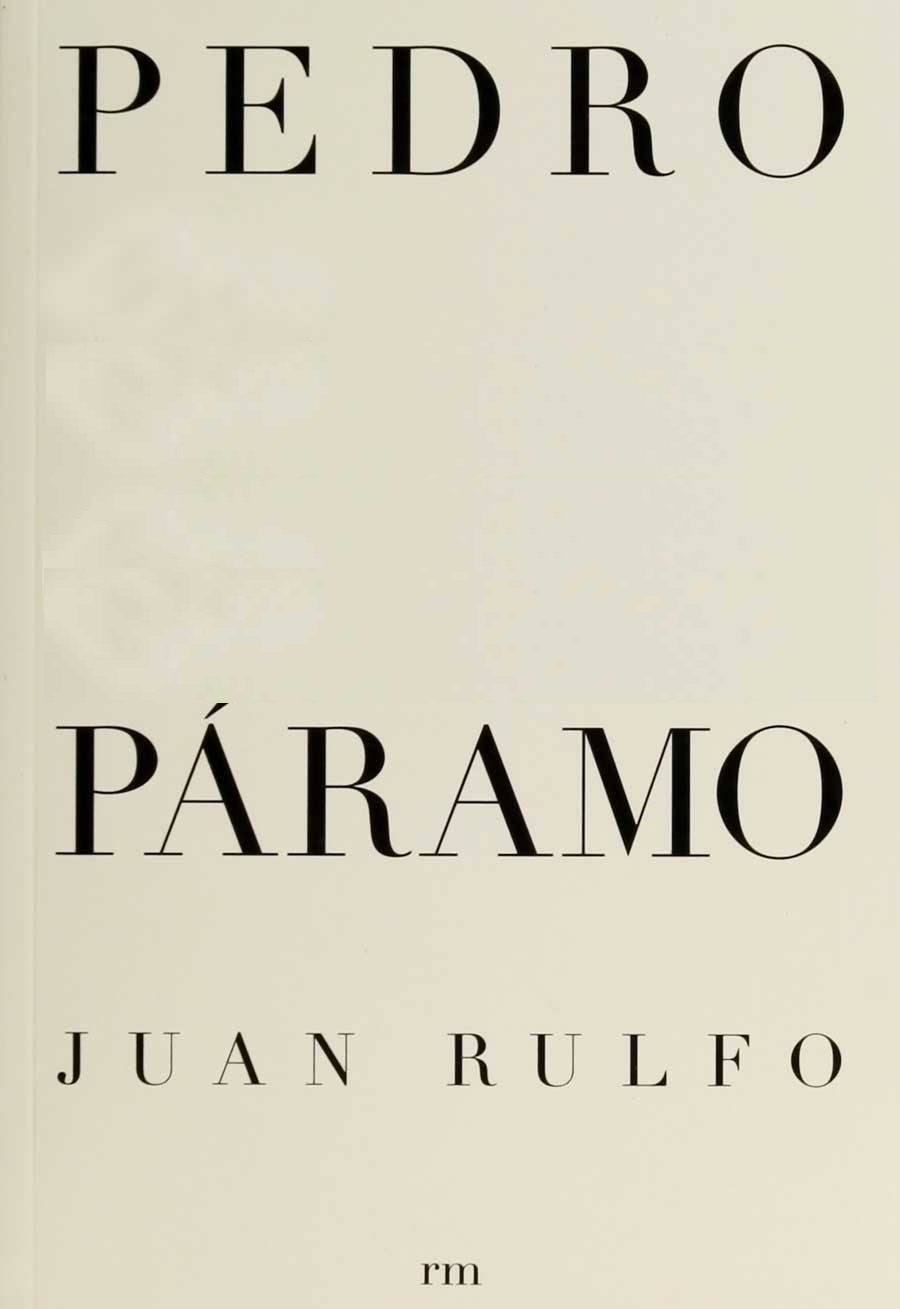
Portada de Pedro Páramo.

En 1945 Rulfo publicó, para la revista Pan de Guadalajara y la revista América, de México, el cuento «Nos han dado la tierra». Establecido ya definitivamente en Ciudad de México, en 1946 publicó su cuento «Macario» en la revistas Pan y América, y en 1947 su cuento «Es que somos muy pobres» en esta última revista. En 1948 publicó «La Cuesta de las Comadres» y en 1950 «Talpa» y «El Llano en llamas». En 1951 la revista América publicó su cuento «¡Diles que no me maten!». 
Dos años más tarde, en 1953, Rulfo publicó el libro de cuentos El Llano en llamas en la colección Letras Mexicanas del Fondo de Cultura Económica. Este incluía quince relatos de los cuales algunos ya habían sido editados previamente en distintas revistas. Entre 1952 y 1954, el escritor fue becario del Centro Mexicano de Escritores, en donde, durante su segundo año como becado, concluyó y leyó fragmentos de su primera novela, Pedro Páramo. La misma, había sido mencionada a su esposa Clara Angelina Aparicio Reyes entre febrero y marzo de 1947, afirmando Rulfo que tenía en mente publicarla y mencionándole un posible título:

No he hecho sino leer un poquito y querer escribir algo que no se ha podido y que si lo llego a escribir se llamará Una estrella junto a la luna.

Entre septiembre de 1953 y 1954, Rulfo ya había entregado el manuscrito original de la novela al Fondo de Cultura Económica y había empezado a publicar adelantos de la misma en tres revistas distintas de Ciudad de México (respectivamente Las Letras Patrias, Universidad de México y Dintel). En esta primera revista, el título de la novela era Una estrella junto a la luna, en la segunda, Los murmullos y en la tercera, los fragmentos mostrados se encontraban bajo el título de Comala. Finalmente, Rulfo publicó Pedro Páramo en 1955. Esta fue un éxito en la carrera literaria del escritor, y le valió numerosas reseñas positivas (entre otras, por las revistas México en la Cultura y Universidad de México). El escritor Carlos Blanco Aguinaga publicó en la Revista Mexicana de Literatura (fundada por los también escritores Carlos Fuentes y Emmanuel Carballo) tras la publicación de la obra un texto en donde ya se empezó a hablar «del estilo de Rulfo». Además, Carlos Fuentes publicó un corto ensayo de la novela en la revista francesa L’Esprit des Lettres y la misma ganó el mismo año de su publicación el Premio Xavier Villaurrutia.
La novela, además, fue muy estimada por autores como Jorge Luis Borges, quien dijo de esta:

"Pedro Páramo es una de las mejores novelas de las literaturas de lengua hispánica, y aun de toda la literatura".

Gabriel García Márquez por su parte, escribió lo siguiente al recordar su primera lectura de la novela:

"Álvaro Mutis subió a grandes zancadas los siete pisos de mi casa con un paquete de libros, separó del montón el más pequeño y corto, y me dijo muerto de risa: ¡Lea esa vaina, carajo, para que aprenda! Era Pedro Páramo. Aquella noche no pude dormir mientras no terminé la segunda lectura. Nunca, desde la noche tremenda en que leí la Metamorfosis de Kafka en una lúgubre pensión de estudiantes de Bogotá —casi diez años atrás— había sufrido una conmoción semejante. Al día siguiente leí El llano en llamas, y el asombro permaneció intacto."

A su vez, la escritora estadounidense Susan Sontag manifestó de Pedro Páramo que:

"La novela de Rulfo no es sólo una de las obras maestras de la literatura mundial del siglo XX, sino uno de los libros más influyentes de este mismo siglo."

Entre 1956 y 1958, Rulfo escribió su segunda novela, El gallo de oro. De esta, el escritor relató:

Antes de que pasara a la imprenta un productor cinematográfico se interesó en ella, desglosándola para adaptarla al cine. Dicha obra, al igual que las anteriores, no estaba escrita con esa finalidad. En resumen, no regresó a mis manos sino como script y ya no me fue fácil reconstruirla.

La misma sirvió como base a Gabriel García Marquéz y Carlos Fuentes para el guion de la película homónima de Roberto Gavaldón estrenada en 1964. La novela no fue publicada sino hasta 1980 tras la insistencia de amigos de Rulfo, en una edición descuidada. La edición de 2010 corrigió muchos errores, y actualmente existen traducciones de esta al alemán, italiano, francés y portugués.

### Labor como historiador, fotógrafo y guionista de cine
Una faceta poco conocida de Rulfo fue la de historiador. En este rubro Rulfo escribió un libro acerca de la conquista y colonización de Nueva Galicia, hoy Jalisco. Este fue un libro poco conocido, debido a que fue distribuido de manera gratuita entre los clientes de una compañía privada de Guadalajara. Rulfo además argumentaba que es necesario conocer nuestro pasado para trabajar en favor del lugar del que somos originarios:

Una persona que conoce su pasado confía más en su trabajo y tiene conciencia del lugar donde vive y tiene el valor suficiente para saber defenderlo y poder trabajar con entusiasmo y con amor al lugar donde nació.

Como fotógrafo, Rulfo dejó un legado de más de 6000 mil negativos. Sumado a lo anterior, publicó un libro con una selección de 100 fotografías. La editorial RM, dedicada principalmente a la fotografía y al arte contemporáneo, publicó varios libros de fotografías de Rulfo; imágenes en las que el artista capturó edificios, paisajes y pueblos pequeños, así como artistas, escritores, amigos y familiares.
En 1956, el director de cine Emilio «el Indio» Fernández le solicitó a Rulfo guiones para cine. El escritor, en colaboración con Juan José Arreola, realizó algunos de ellos. 

### Últimos años y fallecimiento
Después de haber concluido sus dos obras, Rulfo abandonó la escritura de libros. En marzo de 1974, durante un diálogo estudiantil en la Universidad Central de Venezuela, justificó ese abandono por la muerte de su tío Celerino, quien «le platicaba todo». El tío Celerino existió realmente y, con él, Rulfo recorrió muchos pueblos y escuchó sus historias, las cuales eran consideradas por él como fantasiosas.
El escritor Enrique Vila-Matas, en su libro Bartleby y compañía, describió esta justificación por parte de Rulfo como una de las más creativas que haya conocido. Para el escritor César Leante, Rulfo quiso evitar la repetición de evocar la crueldad y el dolor expresados en El Llano en llamas y Pedro Páramo. La esencia de la explicación de Leante se asemeja a la declaración de Rulfo acerca de que, al escribir Pedro Páramo, pensaba frecuentemente en salir de la ansiedad, porque la escritura lo llevaba al sufrimiento.
En 1974 Rulfo viajó a Europa para participar en el Congreso de Estudiantes de la Universidad de Varsovia. Fue invitado a integrarse a la comitiva presidencial viajando por Alemania, Checoslovaquia, Austria y Francia. El 9 de julio de 1976 fue elegido miembro de la Academia Mexicana de la Lengua y tomó posesión de la silla XXXV el 25 de septiembre de 1980.
Rulfo falleció la tarde del 7 de enero de 1986, a causa de un cáncer de pulmón. Su fallecimiento conmocionó a la comunidad cultural de México. 
Juan José Arreola, tras su muerte, expresó que la obra de Rulfo era la más notable realización del impulso de un pueblo:

No puedo creerlo; no puedo decir que esté muerto. Él no ha muerto; ha nacido con todos los que amamos la literatura; no creo en las letras universales, creo en las letras de Sayula; su obra es la más notable realización del impulso de un pueblo. Rulfo consagró la voz de la tierra. Nadie puede continuar su obra, ni él mismo se atrevió a hacerlo.

El escritor y periodista mexicano Carlos Monsiváis, por su parte, escribió acerca de su admiración por Rulfo:

Ya no se escucha sino el silencio de las soledades. Admirar profundamente a un gran narrador es todavía un lujo a nuestro alcance.

## Estilo
En la narrativa de Rulfo los personajes apenas actúan. Ellos fundamentalmente piensan, recuerdan y transmiten sus miedos, sus odios y sus remordimientos, mueren y vuelven a morir. De este modo, se podría calificar a la narrativa de Rulfo como una narrativa de «conciencia», en un sentido no oficial. Los ambientes y los mismos personajes carecen de toda ubicación y rostro, pero no por eso parecen ser menos reales. Esto último se debe a la recreación de personajes como si fueran «gente común y corriente que no tiene nada especial». Así, la magnificencia de estos recae en el lector por la historia de violencia que guardan tras de sí.
En el fondo de la creación literaria de Rulfo se encuentra la Revolución Mexicana y la Revolución Cristera, así como sus consecuencias. El campo mexicano descrito en su obra continúa con el problema del latifundismo, a pesar de las reformas de Lázaro Cárdenas; la Revolución no consiguió que el latifundismo mexicano se extinguiera. Rulfo reflejó en su obra la frustración de los campesinos y la soledad absoluta a la que se enfrentan los pueblos. Esta mencionada soledad en la obra de Rulfo no es más que resultado de la Revolución, al menos desde el punto de vista del escritor.
También puede observarse como tema principal en la obra de Rulfo la relación padre-hijo. Ambas revoluciones provocaron la destrucción de familias y dejaron a su paso muchos hijos en situación de orfandad (el propio Rulfo es un ejemplo de esto). Además, la estructura latifundista multiplicó la descendencia ilegítima:

El caso es que nuestras madres nos malparieron en un petate aunque éramos hijos de Pedro Páramo. Y lo más chistoso es que él nos llevó a bautizar. Con usted debe haber pasado lo mismo, ¿no?

La figura del padre es un eje principal en la creación literaria de Rulfo. Por un lado se le ve como una nostalgia y, por otro, como una presencia odiada. 
La muerte es otro de los temas a destacar en la obra de Rulfo. Esta casi nunca es narrada de una manera brutal, sino que procura una «estilización» en su tratamiento, basada fundamentalmente en el uso de la metáfora y la comparación.
En pasajes de la novela Pedro Páramo de Rulfo resulta notoria la influencia del novelista estadounidense William Faulkner, según comentó el filólogo examigo de Rulfo Antonio Alatorre, en entrevista que a este último le hicieron redactores del diario mexicano El Universal en noviembre de 1998, que fue publicada el 31 de octubre de 2010.

## Obras

### Cuentos
- 1953: El llano en llamas

### Novelas
- 1955: Pedro Páramo
- 1980: El gallo de oro

### Otros
- 1984: Dónde quedó nuestra historia. Hipótesis sobre historia regional[32]
- 1995: Los cuadernos de Juan Rulfo[33]
- 2000: Aire de las colinas. Cartas a Clara[34]
- 2010: 100 fotografías de Juan Rulfo[35]
- 2022: Una mentira que dice la verdad[36]

## Sobre Rulfo

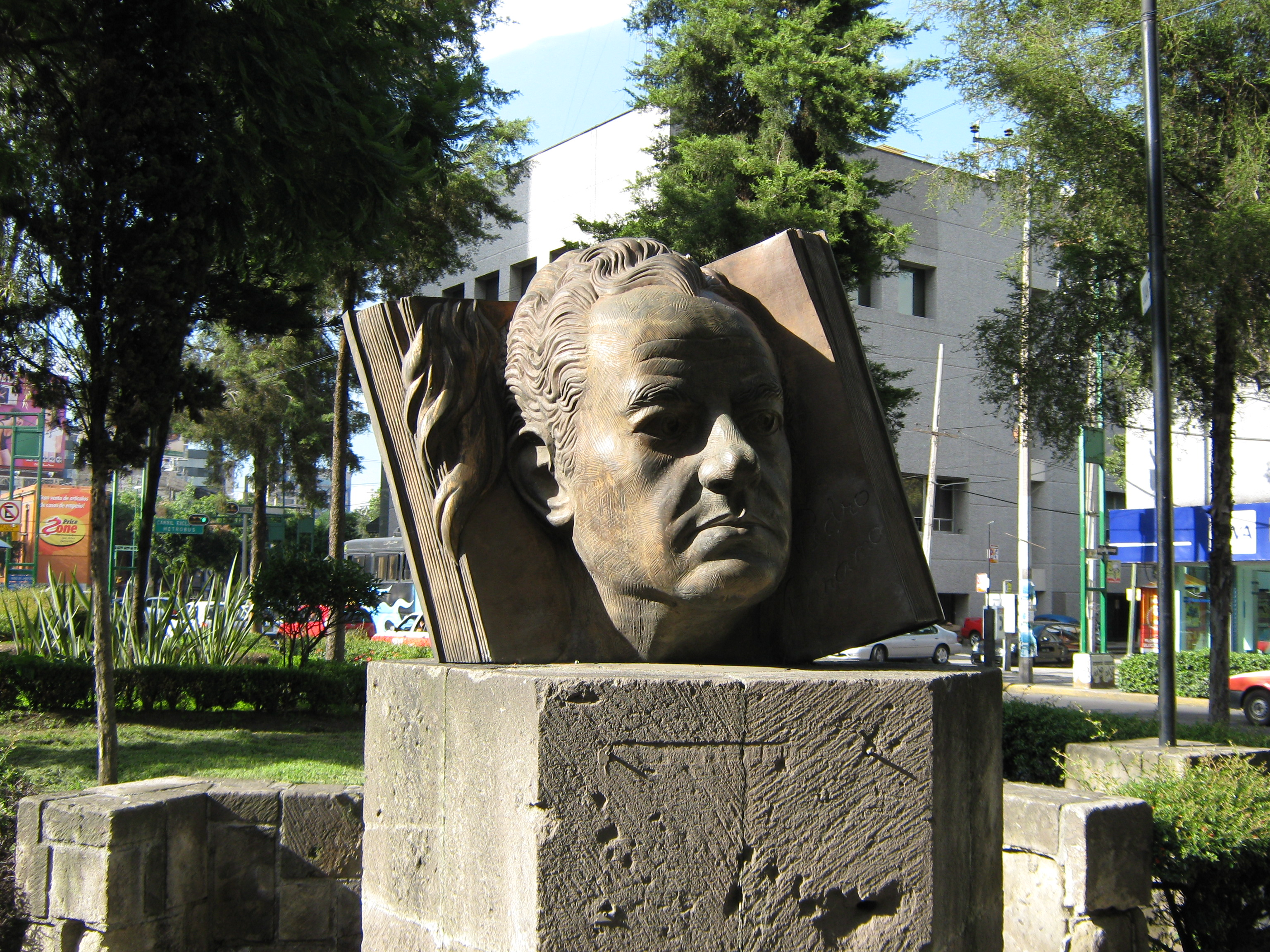
Busto de Rulfo en el Parque Juan Rulfo en Ciudad de México.

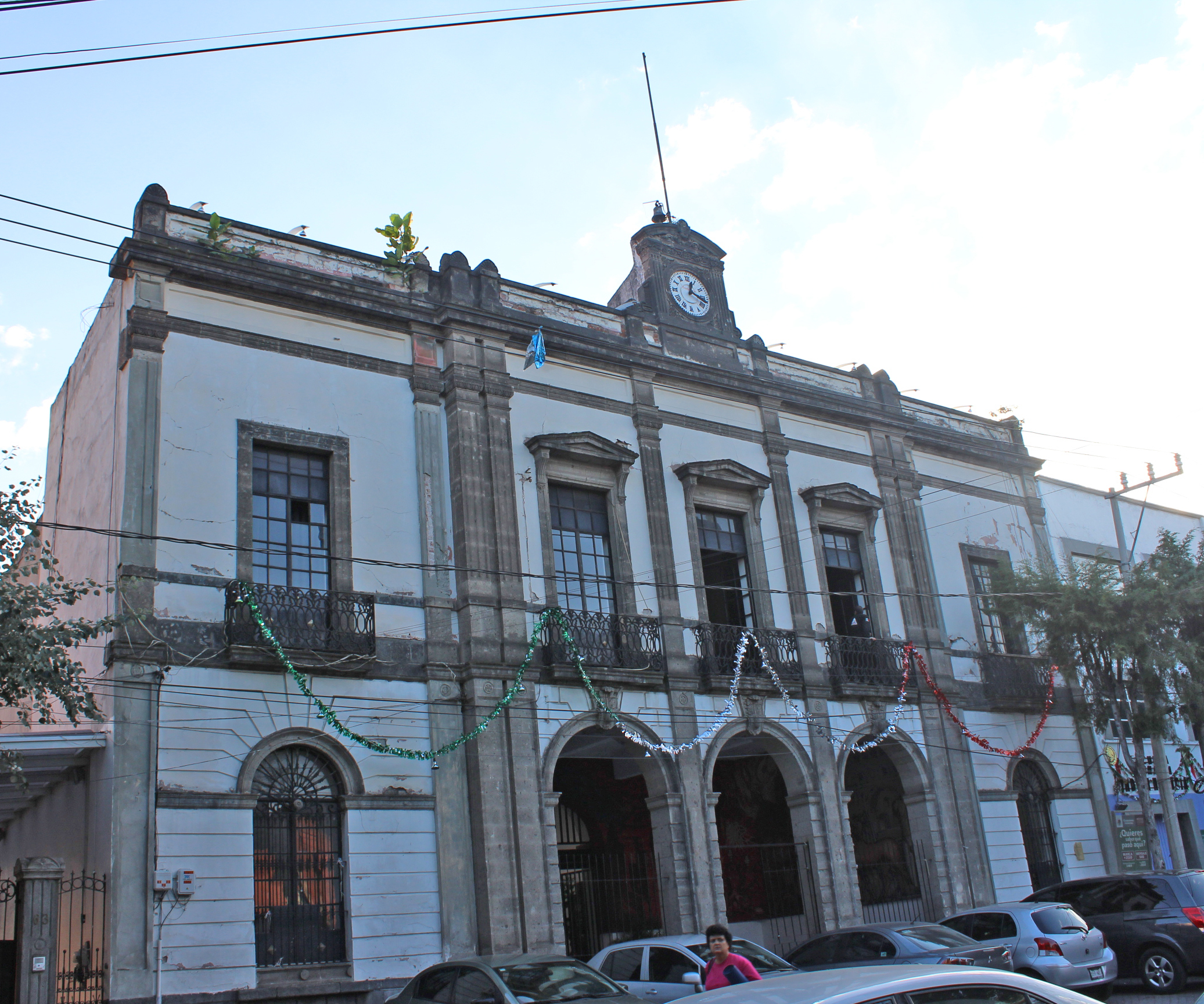
Casa de Cultura Juan Rulfo.

### Filmografía

#### Cine
- 1960: '"El despojo"' (cortometraje de Antonio Reynoso basado en una idea de Rulfo)
- 1963: Paloma herida"' (D: Emilio Fernández. G: Juan Rulfo H: Emilio Fernández <Ref.> Cardona, Luis Guillermo www.filmaffinity.com/es
- 1964: El Gallo de Oro" D: Roberto Gavaldón Novela: Juan Rulfo. Guion:  Carlos Fuentes, Gabriel García Márquez y Roberto Gavaldón [37][38]
- 1965: La fórmula secreta (película dirigida por Rubén Gámez basada en El gallo de oro)[19]
- 1967: Pedro Páramo"´ D: Carlos Velo G: Carlos Fuentes, Carlos Velo y Manuel Barbachano Novela: Juan Rulfo.
- 1972: El Rincón de las Vírgenes (película dirigida por Alberto Isaac la cual adapta los cuentos Anacleto Morones y El día del derrumbe)
- 1985: Diles que no me maten (película venezolana dirigida por Freddy Siso, adaptación del cuento homónimo incluido en El llano en llamas)
- 1986: El imperio de la fortuna (película dirigida por Arturo Ripstein basada en El gallo de oro)[19]
- 2008: Purgatorio (película dirigida por Roberto Rochín basada en los relatos Paso del Norte, Pedazo de noche y Cleotilde)
- 2024: '"Pedro Páramo"´ D: Rodrigo Prieto G: Mateo Gil Novela: Juan Rulfo

#### Televisión
- 1982: El gallo de oro (telenovela colombiana de la productora RTI protagonizada por Frank Ramírez y Amparo Grisales basada en la novela homónima)
- 2000: La caponera (telenovela colombiana de la productora RTI basada en El gallo de oro para Caracol Televisión)

### Fotografía
- 2002: Juan Rulfo. Letras e imágenes (edición por Víctor Jiménez)
- 2006: Tríptico para Juan Rulfo (Víctor Jiménez)
- 2010: 100 fotografías de Juan Rulfo (edición por Andrew Dempsey)

## Premios, becas y reconocimientos
- 1952: Beca del Centro Mexicano de Escritores[8]
- 1955: Premio Xavier Villaurrutia por Pedro Páramo[15]
- 1970: Premio Nacional de Literatura[39]
- 1980: Año Rulfo por el Instituto Nacional de Bellas Artes.
- 1983: Premio Príncipe de Asturias de las Letras (1983)[40]
- 1985: Doctor honoris causa por la Universidad Nacional Autónoma de México[41]